# Soplada

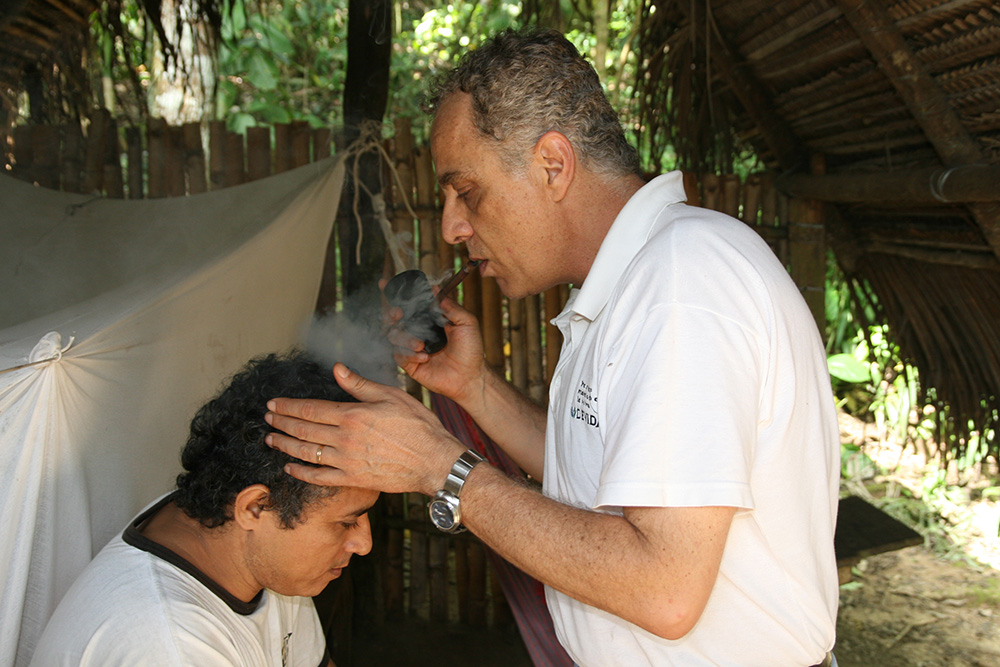
Soplada con tabaco durante Retiro-Dieta tradicional amazónica

La soplada con mapacho es un ritual esencial en la medicina tradicional indígena amazónica. La soplada es un antiguo procedimiento terapéutico típico de la medicina tradicional amazónica con un significado cultural y terapéutico específico.

## Contexto, estudios etnobotánicos y antropológicos
La soplada con mapacho es un rito de purificación y sanación arraigado en las prácticas de la medicina tradicional de las culturas indígenas amazónicas. Este ritual se lleva a cabo utilizando mapacho, una variedad de tabaco (Nicotiana rustica), que se distingue por su importancia en la cosmología y prácticas curativas de estas comunidades. La soplada con mapacho es considerada un medio para limpiar y equilibrar las energías del cuerpo y el espíritu, y es fundamental en la preparación y acompañamiento de diversas ceremonias y tratamientos terapéuticos. El uso del mapacho y la soplada es muy común en toda la Amazonía, especialmente en Perú y Ecuador, y no sólo es usada por los tabaqueros, especialistas en el tabaco medicinal, sino por una gran variedad de curanderos nativos y mestizos de perfiles diferentes.
Existen varios estudios científicos revisados por pares que han estudiado la técnica ancestral de la soplada. Científicos de la facultad de medicina de la Universidad de California y del departamento de psicología de la Universidad de Zúrich la describen como:

una técnica común para restablecer el equilibrio de una persona que sufre de una dieta cruzada es la ritualizada soplada de humo de tabaco por parte de alguien entrenado en esta técnica, conocida como una soplada. Esta técnica, ampliamente característica de las tradiciones de curación amazónica peruana, se considera esencialmente energética
David M. O’Shaughnessy

## El mapacho: un tabaco sagrado

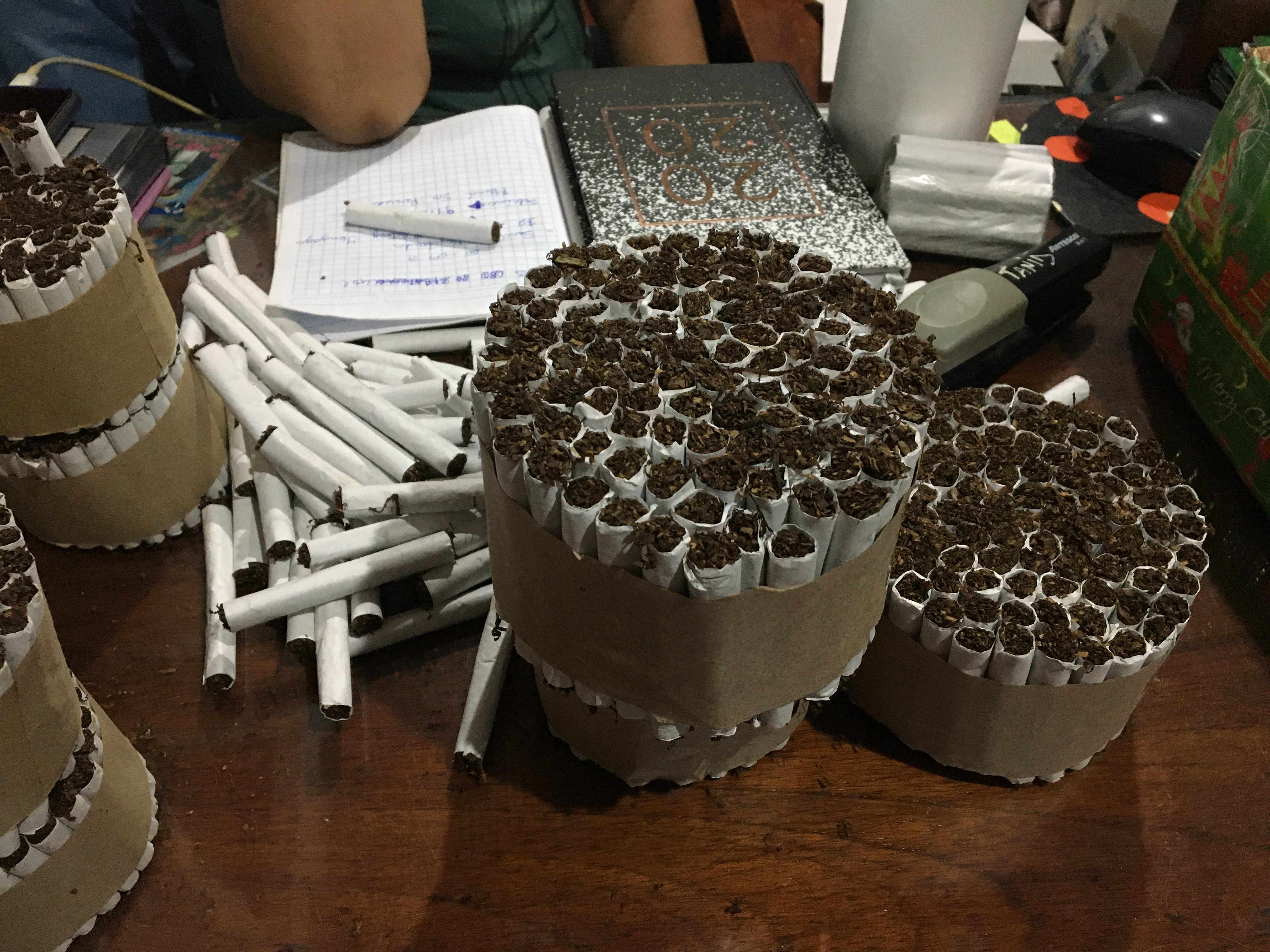
Cigarrillos de mapacho

En la medicina tradicional indígena amazónica, el mapacho es considerado una planta sagrada y poderosa. A diferencia de las variedades de tabaco utilizadas en la cultura occidental, el mapacho (Nicotiana rustica) es una variedad nativa de tabaco que contiene niveles más altos de nicotina y otras sustancias psicoactivas. Los indígenas amazónicos consideran que el mapacho tiene la capacidad de purificar, proteger y abrir canales de comunicación con el mundo espiritual. 
Durante la soplada el curandero expulsa el humo del tabaco hacia el cuerpo del paciente, dirigiéndolo hacia áreas específicas, como la cabeza, las manos, la espalda, el pecho o los pies, que son centros de concentración energética. El humo del tabaco se impregna con la energía del curandero y se convierte en una extensión envolvente de su propio campo energético hacia el del paciente. Al fusionarse con la aura energética del paciente, transmite estabilidad energética, y a su vez, el cuerpo energético del curandero absorbe las perturbaciones energéticas del paciente. En casos en los que la perturbación del paciente es intensa, puede afectar la energía del curandero, quien la regula de inmediato a través de una reacción ortosimpática, que generalmente se manifiesta como eructos, y en ocasiones, incluso vómitos.

## El proceso de la soplada con mapacho
La soplada con mapacho es realizada por un curandero o chamán debidamente capacitado. El procedimiento implica varios pasos importantes:
1. Preparación del mapacho: El curandero prepara el mapacho, generalmente enrollándolo en forma de cigarro. Durante este proceso, el tabaco puede ser mezclado con otras plantas medicinales o hierbas, según el propósito específico de la soplada.
2. Creación de un espacio sagrado: Antes de realizar la soplada, se crea un ambiente ceremonial adecuado. Esto puede incluir el uso de cánticos, icaros (canciones sagradas), y elementos rituales como plumas, instrumentos de percusión y palo santo.
3. El Receptor de la soplada: El individuo que va a recibir la soplada, conocido como el "paciente" o "recipiente", se coloca en una posición cómoda y relajada, a menudo sentado o acostado.
4. La soplada: El curandero le hace un rezo al mapacho y luego enciende el cigarro y comienza a soplar el humo hacia el cuerpo y la energía del paciente. Esto se hace con un movimiento controlado y enfocado, utilizando la boca con la ayuda a veces de una pluma de ave o un manojo de hojas secas llamada "shacapa" o "chakapa" (en Perú) o "wayra" (en Colombia) para dirigir el humo hacia áreas específicas del cuerpo del paciente.
5. Limpieza y protección: Durante la soplada, el curandero puede utilizar el humo del mapacho para limpiar las energías negativas o intrusas, disolver bloqueos energéticos y fortalecer la protección espiritual del paciente.

Algunos curanderos desmenuzan el contenido del mapacho y lo embuten en su pipa para realizar la soplada con la pipa, la cual, a menudo ha sido heredara de ancestros también curanderos y maestros vegetalistas, tabaqueros o ayahuasqueros. El agua florida o agua de florida, es un perfume característico usado en la Amazonía, que se suele usar a veces junto a la soplada así como la canela u otros perfumes.

### Propósitos y beneficios
Se ha observado que, durante los rituales de ayahuasca, la soplada es efectiva en modular la experiencia psicoactiva y tiene un propósito claro y definido. Este fenómeno ha sido explicado por David Dupuis, Armijos, entre otros, donde describen los siguientes propósitos y beneficios de la soplada dentro de la medicina tradicional indígena amazónica:
- Limpieza energética: Se cree que el humo del mapacho tiene la capacidad de disolver y eliminar energías negativas o no deseadas que pueden estar afectando al paciente.
- Equilibrio energético: La soplada busca restablecer el equilibrio en el sistema energético del paciente, alineando sus chakras y permitiendo un flujo armonioso de energía vital.
- Protección espiritual: Se considera que el humo del mapacho crea un escudo protector alrededor del paciente, previniendo la entrada de energías indeseadas o entidades espirituales negativas.
- Preparación para ceremonias: Antes de participar en ceremonias sagradas como el ayahuasca, es común recibir una soplada con mapacho para limpiar y preparar el cuerpo y la mente.
- Tratamiento de enfermedades: En algunas tradiciones, la soplada con mapacho se utiliza como parte de un tratamiento para diversas enfermedades físicas, emocionales o espirituales.

Según un estudio realizado por investigadores del hospital universitario suizo de Zúrich junto a tres universidades suizas, se halló que la soplada forma parte esencial dentro de la etnomedicina tradicional amazónica, como se describe a continuación:

Otros expertos en un 85 % (n=11) informaron sobre técnicas adicionales utilizadas en el tratamiento del toxicomanías en la Amazonía, que incluyen baños de plantas, baños de vapor, técnicas llamadas "sopladas" e "icaradas", y la ingestión diaria de preparaciones de plantas tónicas. Se explica que los baños de plantas y saunas ayudan en el proceso de desintoxicación y "ayudan a equilibrar a la persona". Se explicó que las sopladas e icaradas implican "una intervención en el cuerpo físico y energético-espiritual de la persona" y también se describen como equilibradoras. Por ejemplo: "Se canta un icaro, una canción que el sanador ha recibido, y se aplica tabaco (mapacho) o perfume o canela (canela del monte) o agua bendita, según lo que el sanador percibe, en el cuerpo [del paciente] y la persona se vuelve más equilibrada energéticamente". La componente musical de la intervención descrita se denomina icarada y a menudo se aplica junto con una soplada, es decir, soplando tabaco, canela o líquidos medicinales sobre el cuerpo del paciente.
Berlowitz et al.

La soplada con mapacho es una práctica esencial en la medicina tradicional indígena amazónica. Más allá de su valor terapéutico, este ritual representa una profunda conexión entre la cultura, la espiritualidad y la sanación en estas comunidades. A medida que la medicina tradicional amazónica sigue ganando reconocimiento y respeto en el mundo occidental, la soplada con mapacho se ha convertido en un componente importante en el proceso de purificación y sanación, ayudando a las personas a encontrar equilibrio y bienestar en su vida. Su significado cultural y espiritual sigue siendo fundamental en la comprensión y apreciación de las prácticas ancestrales de la Amazonía aunque sus efectos terapéuticos, junto con el uso ritualizado de plantas medicinales como la purga de tabaco, las dietas amazónicas y los sistemas de etnomedicina no occidental suponen un desafío para la lógica científica occidental.